# Ferrari Pininfarina Sergio Concept
Pour les articles homonymes, voir Ferrari et Farina.
La Ferrari Pininfarina Sergio Concept est un concept car italien de voiture de sport supercar roadster GT, du constructeur automobile italien Ferrari, et du designer Pininfarina. Présentée au salon international de l'automobile de Genève 2013, puis produite en 6 exemplaires supplémentaires en 2014, elle rend hommage à la disparition en 2012 de Sergio Pininfarina, et aux 60 ans de collaboration historique au sommet de Ferrari et Pininfarina.

## Historique
Ce concept car décliné des Ferrari 458 Speciale A de 2014, est présenté au salon international de l'automobile de Genève 2013, puis fabriqué en 2014 à 6 exemplaires par l'Usine Ferrari de Maranello, et vendus en exclusivité aux meilleurs clients spéciaux historiques de la marque Ferrari, au prix de base 3 millions € + supplément spécifique de personnalisation individuelle.    

Concept-car
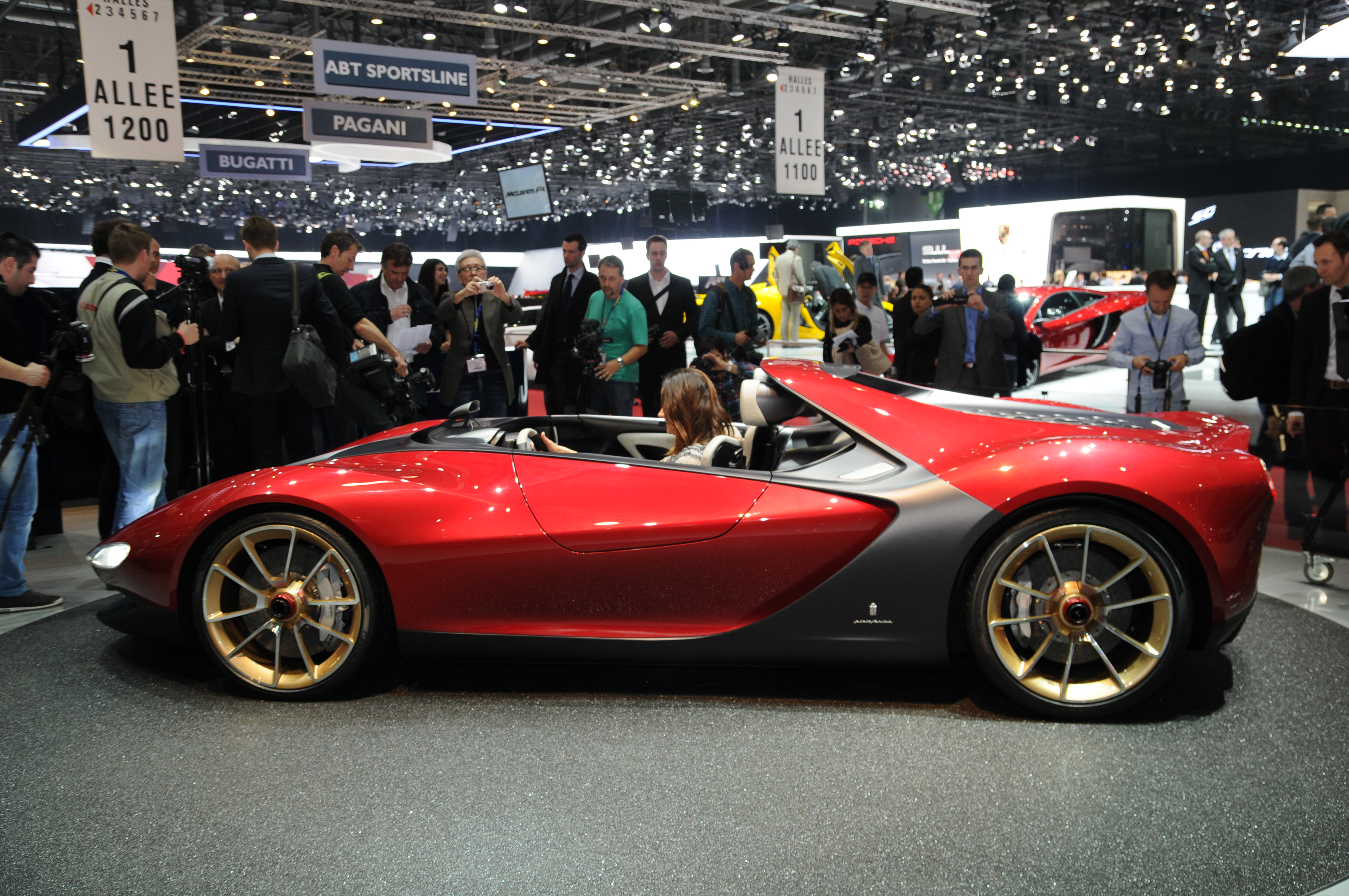
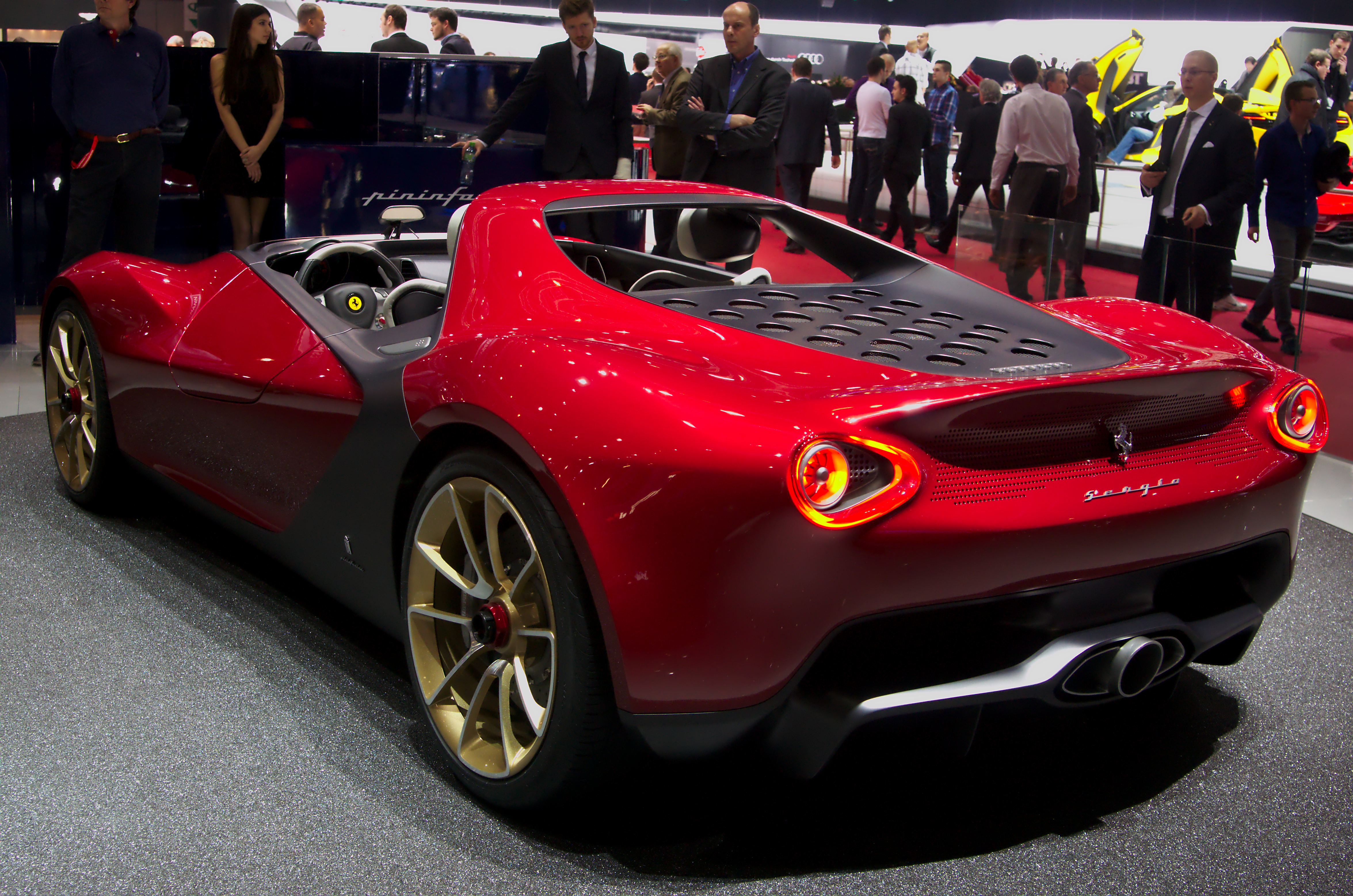
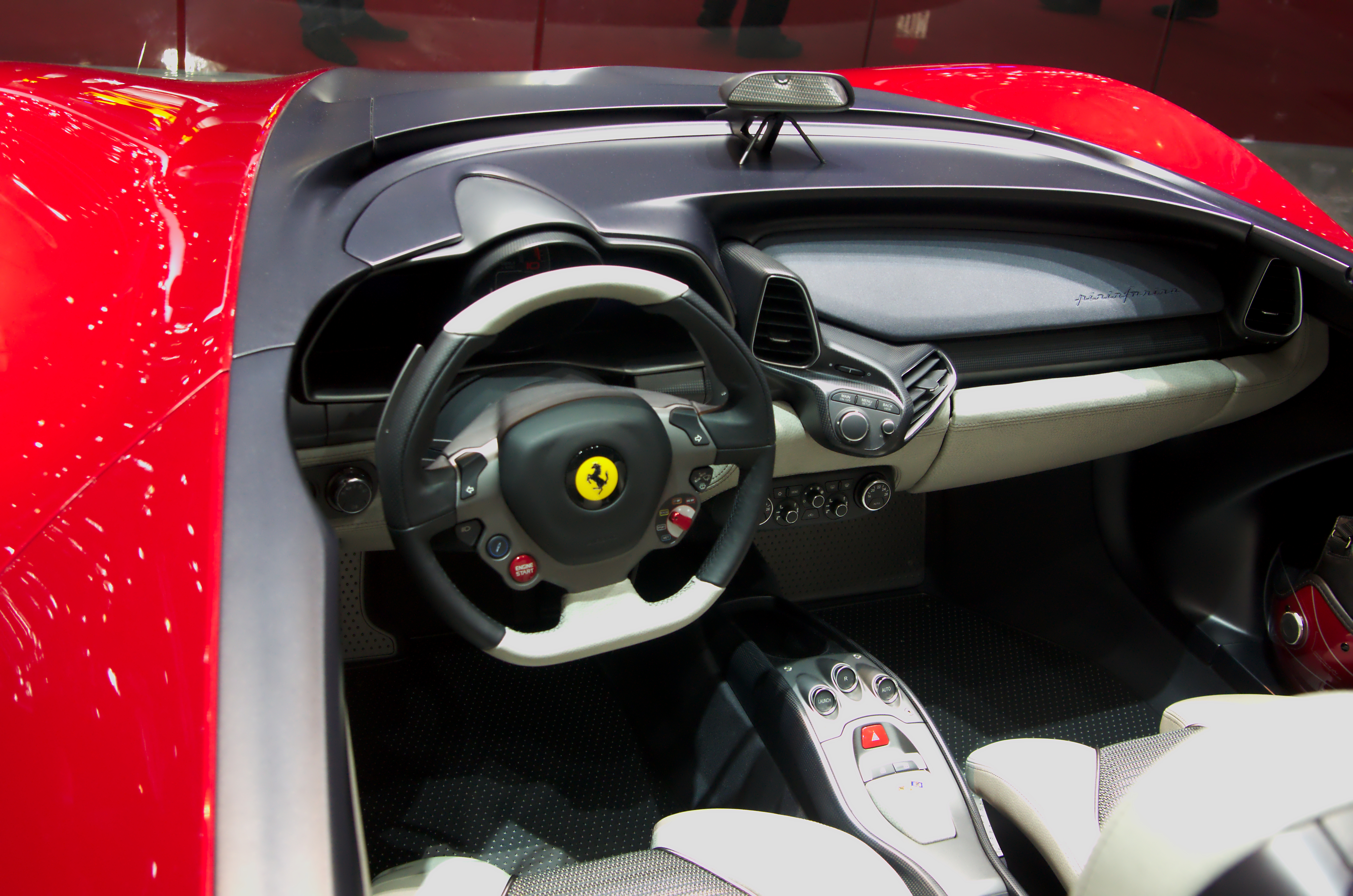

Elle est baptisée du nom de Sergio Pininfarina (1926-2012), designer héritier de Pininfarina, PDG durant 40 ans, disparu le 3 juillet 2012 à l'âge de 85 ans, fils du designer PDG fondateur Gian-Battista Pinin Farina (1893-1966).

Version avec par-brise
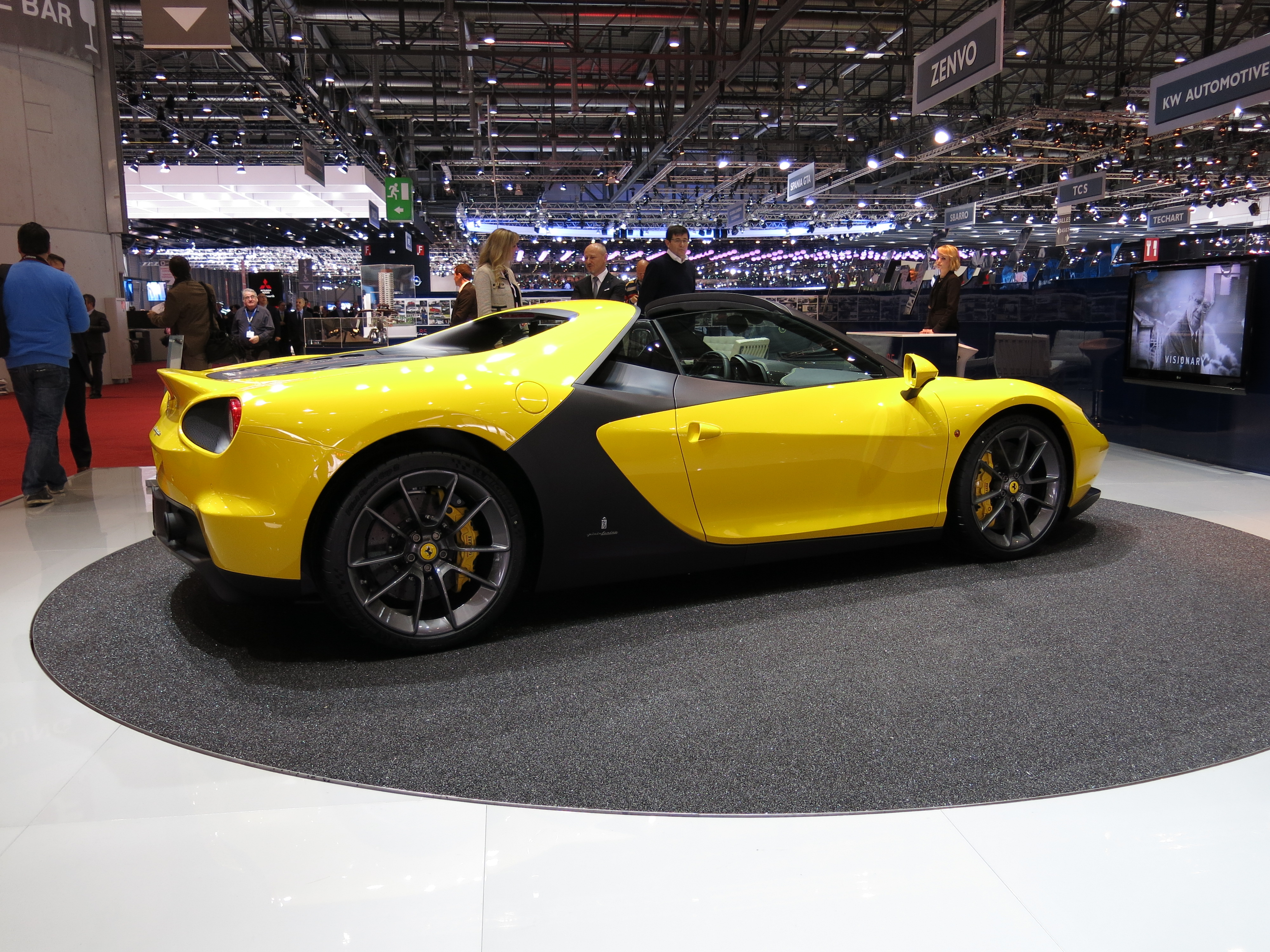
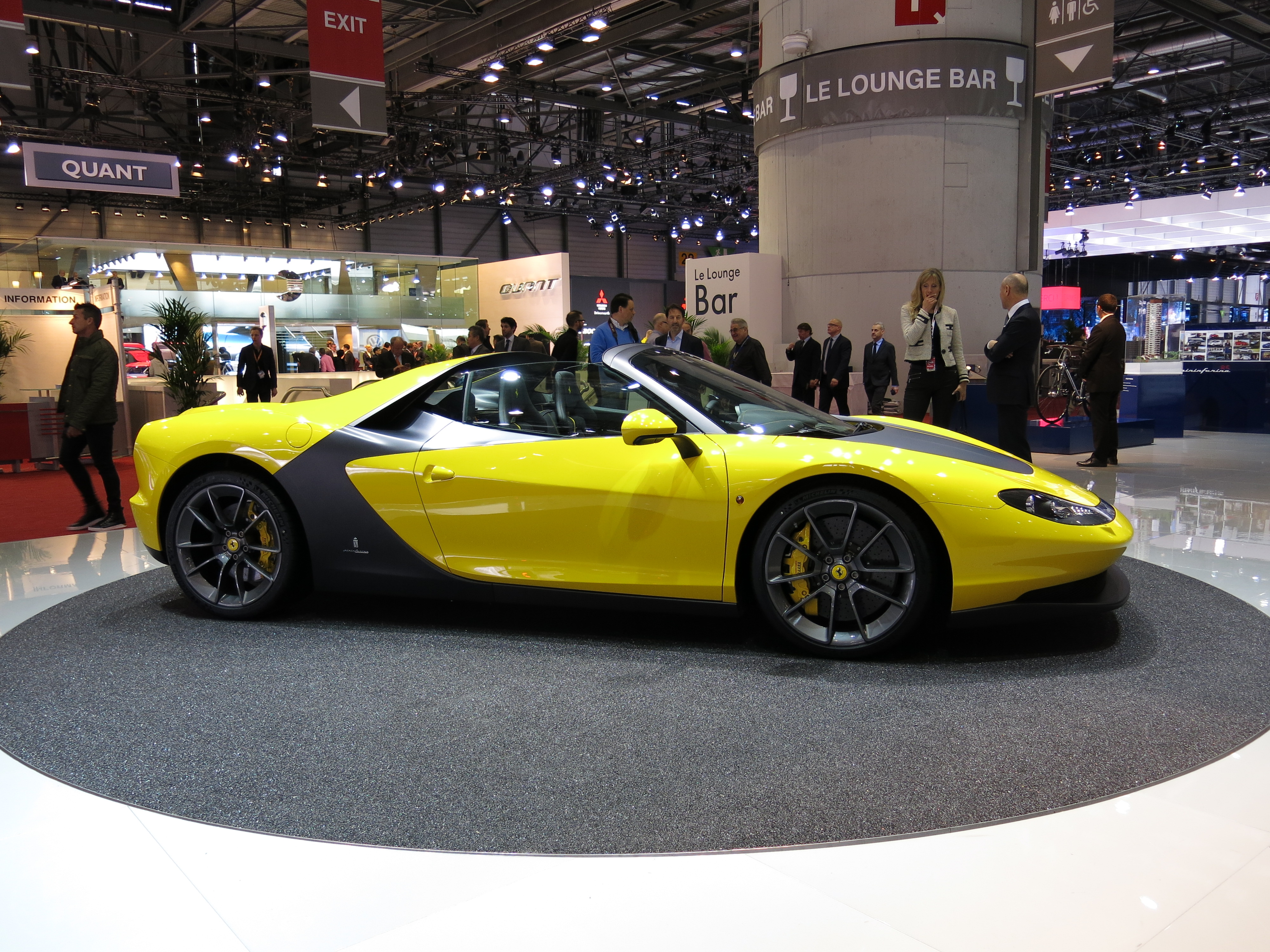

Le premier modèle est vendu à la SBH Royal Auto Gallery, collection privée de la famille royale de l'Émir Khalifa ben Zayed Al Nahyane des Émirats arabes unis.

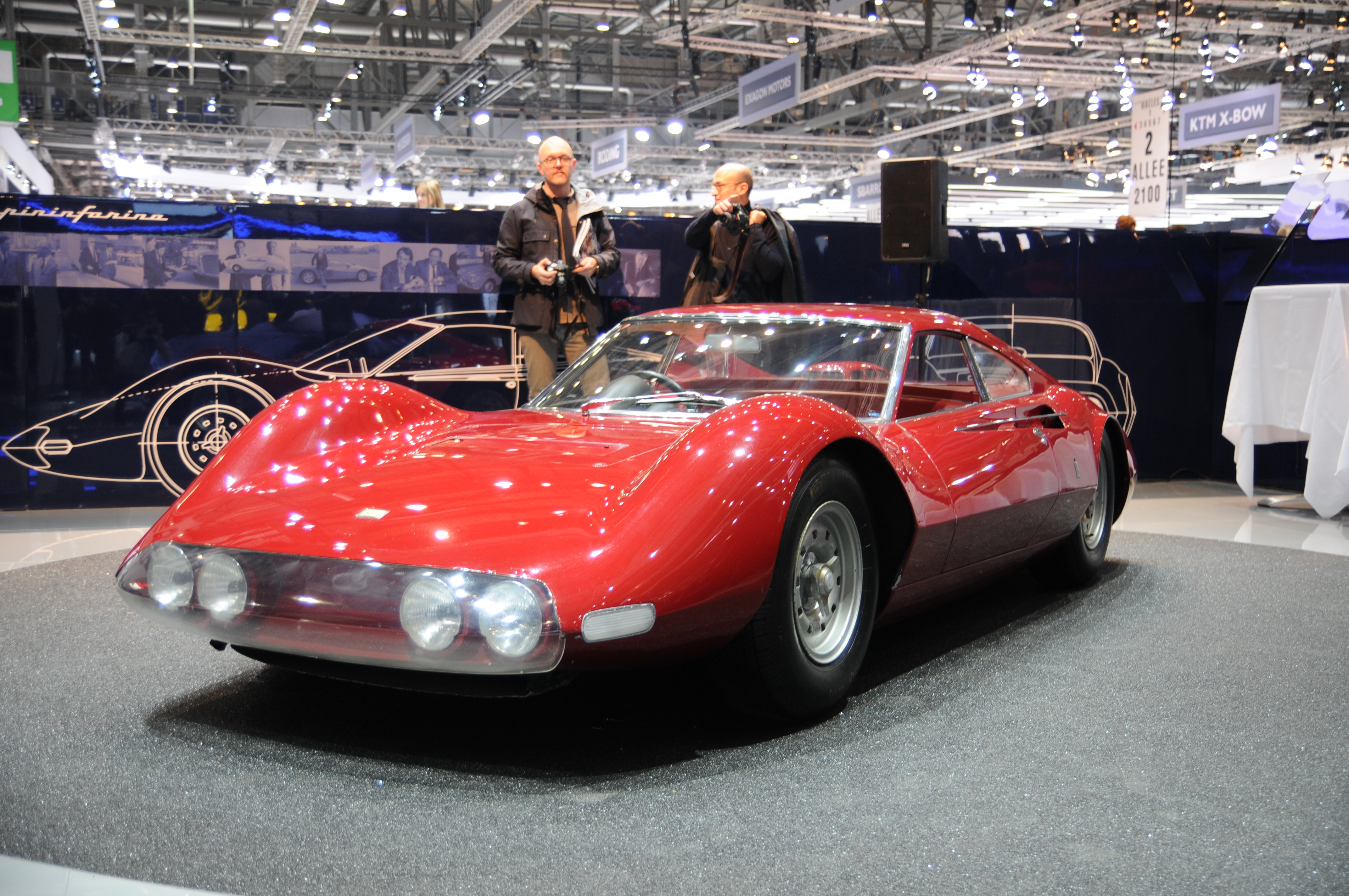
Dino 206 GT Berlinetta spéciale concept, 1965
Logo Pininfarina
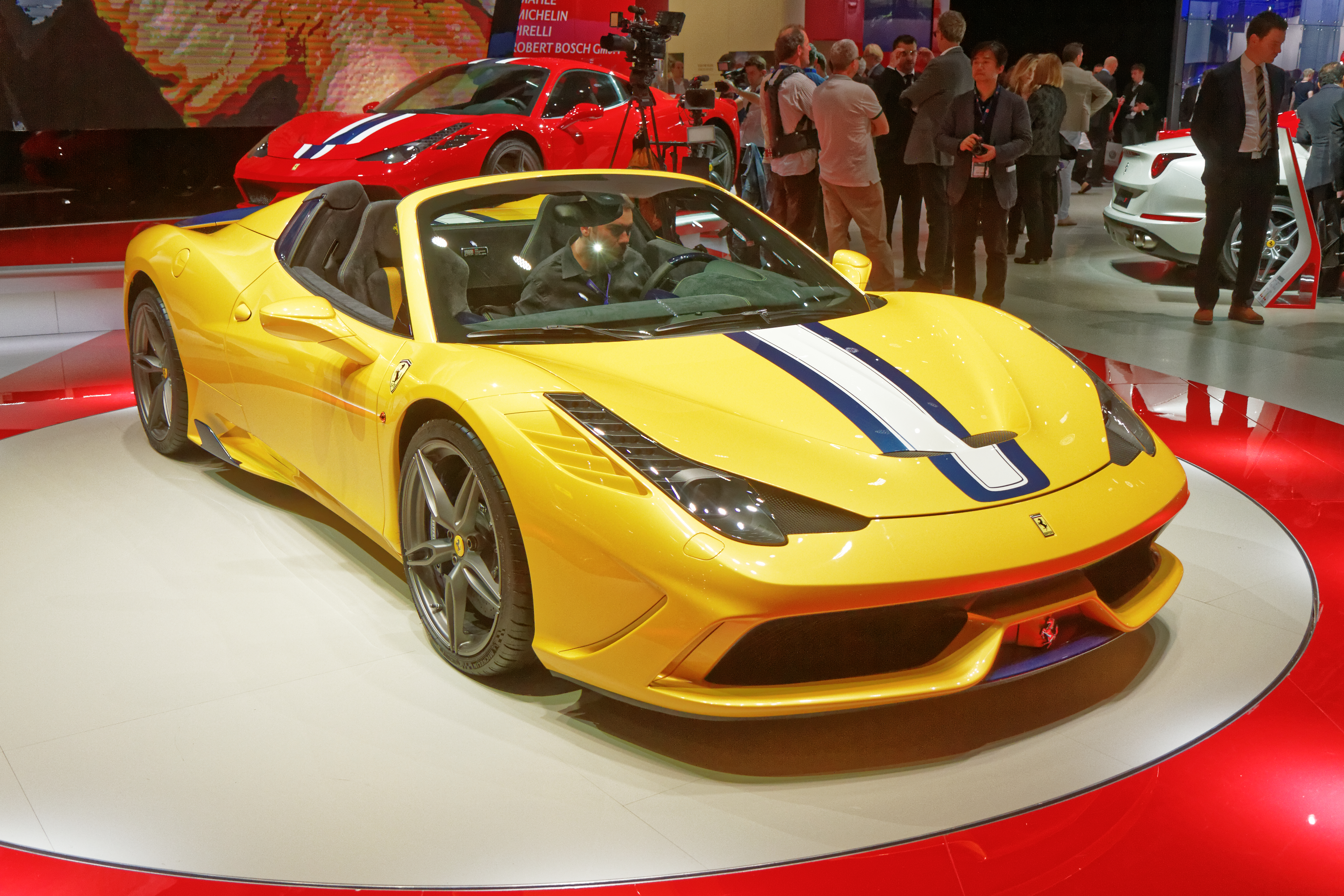
Ferrari 458 spider Speciale A, 2014

Paolo Pininfarina, président héritier de Pininfarina, fils de Sergio Pininfarina, et petit fils de Gian-Battista Pinin Farina, en dit : « Mon père serait fier de ce conceptcar, parce qu'il exprime les valeurs esthétiques qui l'a toujours inspiré : la pureté des lignes, l'harmonie de la forme, et de l'équilibre. En outre, il serait heureux avec ce dernier concept à la base Ferrari, une marque à laquelle nous sommes liés par une histoire qui a contribué à définir les plus belles voitures de tous les temps dans une évolution qui a duré 60 ans, et ne montre aucun signe de fin ».

## Carrosserie
- Design inspiré des Dino 206 GT Berlinetta spéciale concept de 1965, et des Ferrari 458 Speciale A de 2014. Aérodynamique de roadster sophistiqué, sans toit, avec pare brise virtuel (la forme  du capot avant est étudiée pour dévier le flux d'air, et les turbulences, par-dessus la tête des passagers)
- Cx annoncé 5 % plus bas que celui de la Ferrari 458 spider Speciale A d'origine
- environ 1 280 kg, carrosserie en carbone (150 kg de moins que l'aluminium de la carrosserie des Ferrari 458 Speciale A d'origine)
- Les deux passagers sont habillés avec des combinaisons de pilote spécifique, et des casques de pilote fournis, logés dans les portes latérales

## Moteur Ferrari-Maserati
- Moteur Ferrari-Maserati F136 de Ferrari 458 spider Speciale A, V8 90° atmosphérique DOHC, en position centrale arrière, 4,5 Litres de cylindrée, 32 soupapes, de 570 chevaux d'origine, poussé à 605 ch, pour 320 km/h de vitesse de pointe, et 0 à 100 km/h en 3,4 secondes.